# Kanzlei (Loheland)

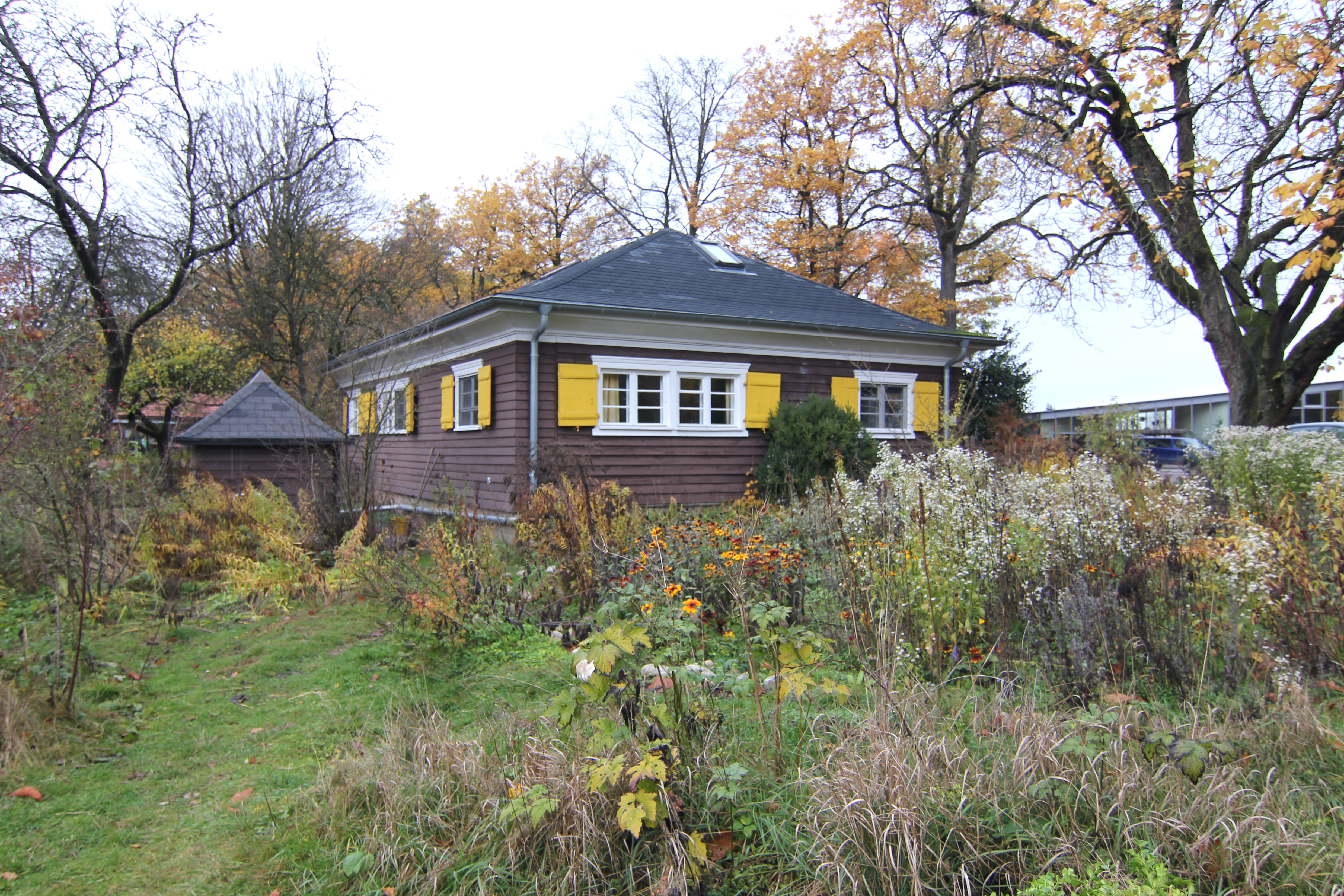
Kanzlei, Gartenseite 2022

Die Kanzlei, auch Alte Kanzlei, Kanzleibau oder Alte Post in der ehemaligen Frauen-Siedlung Loheland bei Fulda ist ein Kulturdenkmal im Bereich der Gesamtanlage Loheland.

## Lage
Als Teil der Ortsteile Dirlos und Pilgerzell in der Gemeinde Künzell bei Fulda liegt das Gebäude innerhalb der Wald-, Wiesen- und Ackerflächen der Siedlung Loheland. Der Bau befindet sich in der Nähe der Wirtschafts- und Wohnhäuser der ehemaligen Lohelandschule für Körperbildung, Landbau und Handwerk. Das Gebäude liegt auf einem erhöhten Plateau der Siedlung. Mit dem Landhaus, dem Holzhaus, dem Kavaliersflügel (nicht erhalten) und der ehemaligen Weberei (nicht erhalten) bildete das Gebäude ein Zentrum der Bebauung der 1920er Jahre. Auch heute flankiert das Gebäude einen Platz, der von der neuen Weberei, dem Haus für Spiel und Bewegung sowie der neuen Lohelandverwaltung mit Heizhaus umfasst wird.

## Geschichte
Der Kanzleibau entstand in den Jahren 1926/1927 als Sitz der Geschäftsführerin, als Poststelle und als Verkaufsraum für die ehemals vor Ort in der Weberei, der Drechslerei und der Töpferei produzierten Waren. Bei dem Gebäude handelt es sich um ein Teil-Fertighaus aus Holz, das von der Firma Friedrich Wilhelm Lohmüller in Günsten hergestellt wurde.
Das Gebäude steht in Beziehung zu einem privaten Gymnastiksaal in Bernburg. Er wurde im Auftrag der Loheländerin Magdalene Trenkel (die 1919 den Kontakt der Loheländerinnen zum Bauhaus und zu Walter Gropius hergestellt hatte) unter Mitwirkung des Berliner Architekten Carl Börner ebenfalls als Fertigbau errichtet. Trenkel kannte die Alte Kanzlei aus ihrer Zeit in Loheland. Der Bernburger Bau aus den Jahren 1935/1936 ist erhalten. Er steht aus geschichtlichen Gründen (Teil der Geschichte der Loheland-Gymnastik) und wegen seiner Zugehörigkeit zum Heimatstil unter Denkmalschutz.

## Beschreibung

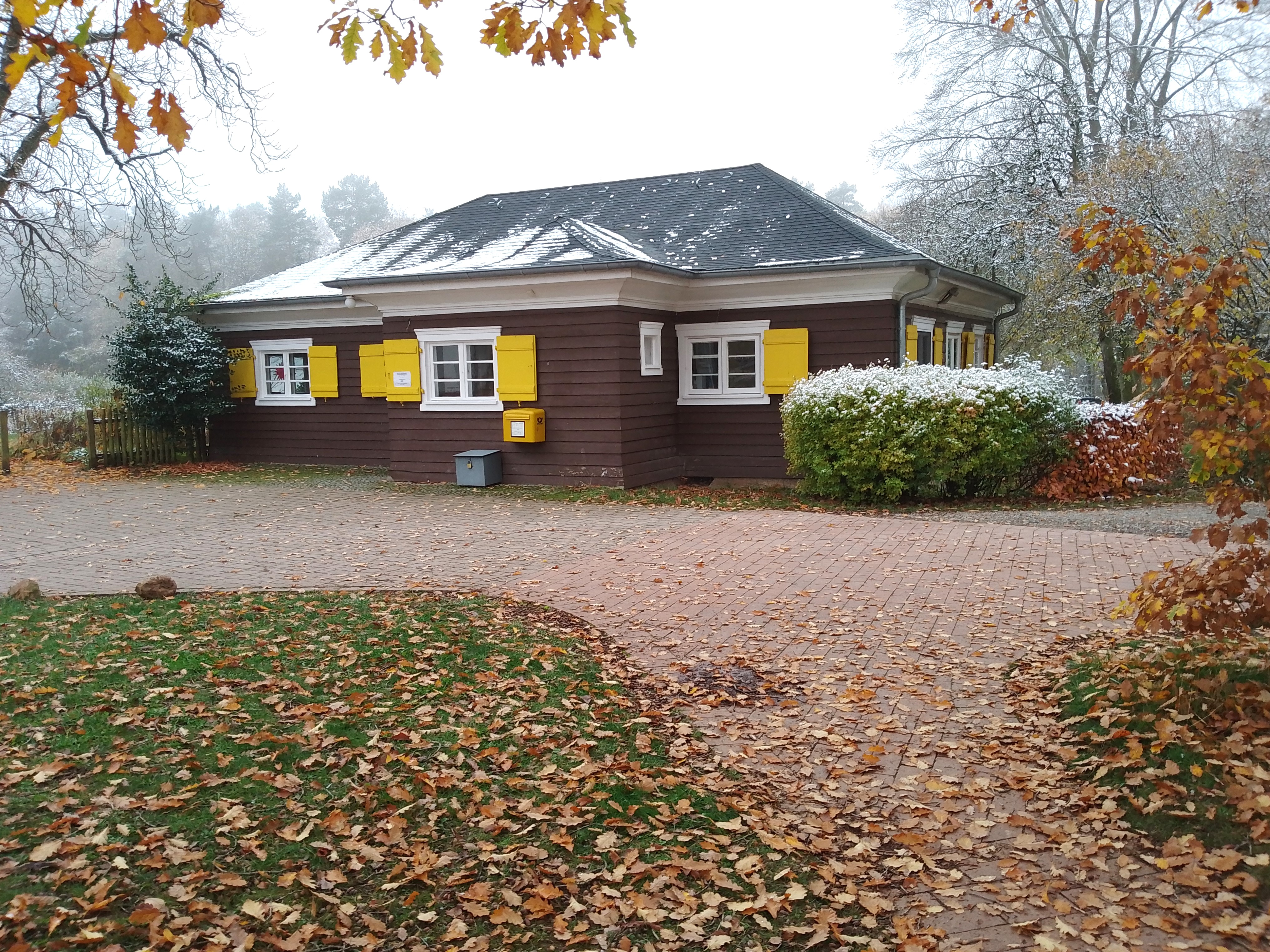
Kanzlei, Platzseite 2022

Die Kanzlei ist eine eingeschossige, mit einer liegenden Schalung beplankte Holzkonstruktion. Sie verfügt heute über ein mit Bitumenschindeln eingedecktes, flaches Walmdach, Holzfenster mit liegender Teilung und Fensterläden in kräftigem Gelb. Alle Details dieses einfachen, ehemals kostengünstigen Gebäudes sind handwerklich und gestalterisch sorgfältig ausgeführt worden.
Das Gebäude ist ein Kulturdenkmal gemäß § 2.1 Hessisches Denkmalschutzgesetz innerhalb der Gesamtanlage Loheland gemäß § 2.2.1 Hessischen Denkmalschutzgesetz.